# مخمر
 المخمرات  هي البكتيريا والفطريات ومثلها من الكائنات الدقيقة القادرة على تحفيز التفاعل الكيميائي المسمى بالتخمير. وهي منقسمة إلى مخمرات هوائية وغير هوائية.